# Fulton (Missouri)
Fulton è un comune degli Stati Uniti d'America, capoluogo della Contea di Callaway, nello Stato del Missouri. È parte dell'Area metropolitana statistica di Jefferson City. Dai dati del censimento del 2000 risulta che la popolazione ammonti a 12.128 abitanti. La cittadina è il centro amministrativo della contea di Callaway.
Winston Churchill fece il suo famoso discorso sulla Cortina di Ferro al Westminster College nel 1946. Anche il successivo Primo Ministro inglese Margaret Thatcher visitò questo college.

## Geografia fisica
In conformità con quanto stabilito dallo United States Census Bureau, la città ha un'area totale di 29,4 km² (11,4 mi²). Di cui 29,3 km² (11.3 mi²) sono su terra ferma e 0,1 km² (0,1 mi²) (0,44%) sono acque interne.
Fulton giace al confine tra la prateria e i monti Ozarks. Mentre la maggior parte della città è relativamente pianeggiante con ampie pendenze, la profonda Baia Stinson movimenta la città. Il centro si trova a nord della baia nella sua larga vallata.

## Società

### Evoluzione demografica
Dai dati del censimento del 2000 risulta che la popolazione ammonti a 12.128 abitanti, 3.700 unità sociali, e 2.208 famiglie residenti nella città. La densità degli abitanti era di 414,0/km² (1.072,3/mi²). C'erano 4,131 unità abitative e una densità media di 141,0/km² (365,2/mi²). La composizione razziale era: 81,26% bianchi, 15,44% afroamericani, 0,41% nativi americani, 1,06% asiatici, 0,02% nativi delle isole Pacifiche, 0,38% di altre razze, e 1,43% nati da due o più razze. Ispanici e latini erano l'1,09% della popolazione.
C'erano 3.700 unità sociali di cui il 28,9% con figli al di sotto dei 18 anni, il 40.9% erano coppie sposate conviventi, il 14,8% aveva una donna capofamiglia senza marito, e il 40,3% non erano gruppi famigliari. Il 33,5% di tutte le unità sociali era composto da single e il 14,9% era composto da ultra 65enni. La media grandezza del gruppo sociale era di 2,28 e la grandezza media delle famiglie era 2,90.
Nella città la popolazione era così suddivisa: il 18,0% al di sotto dei 18 anni, il 20,0% dai 18 ai 24, il 31,1% dai 25 ai 44, il 16,9% dai 45 ai 64, e il 14,0% ultra 65enni. L'età media era di 33 anni. Per ogni 100 donne c'erano 129,8 uomini.
Il reddito medio delle unità sociali nella città era di $32.635, e il reddito medio per famiglia era $41.722. Il reddito medio per gli uomini era di $27.418 contro i $21.663 delle donne. Il reddito pro capite della città era di $14.489. Circa 8,4% delle famiglie e l'11,9% della popolazione era al di sotto della soglia di povertà.

## Istruzione
Ci sono due istituti post liceali: il Westminster College e la William Woods University. La città fu in passato, dal 1842 fino alla chiusura nel 1928, la sede del Collegio Sinodico, uno dei primi college femminili degli Stati Uniti.
Le scuole pubbliche della città sono: Bartley Elementary (k-5), Bush Elementary(k-5), McIntire Elementary(k-5), Fulton Middle School(6-8), Fulton High School(9-12), e Fulton Academy.
Le scuole private sono: St. Peters (k-8), and Kingdom Christian Academy (k-8).